# Kay Felder
Kahlil Ameer "Kay" Felder, Jr. (Detroit, Míchigan, 29 de marzo de 1995) es un baloncestista estadounidense que pertenece a la plantilla del Beijing Royal Fighters chino. Con 1,75 metros de estatura, juega en la posición de base. Es primo del exjugador Steve Smith.

## Trayectoria deportiva

### Universidad
Jugó tres temporadas con los Golden Grizzlies de la Universidad de Oakland, en las que promedió 17,5 puntos, 4,3 rebotes y 7,8 asistencias por partido. En su primera temporada fue elegido Novato del Año de la Horizon League, y las dos siguientes incluido en el mejor quinteto de la conferencia, culminando con el premio de Jugador del Año en 2016. Ese mismo año fue incluido en el tercer quinteto All-American por Associated Press, la NABC y Sporting News.
Logró batir el récord de asistencias de la Horizon League que databa de 1986, pasando de 699 a 788. Se colocó además con la tercera mejor marca de la historia de la División I de la NCAA desde 1993.

### Profesional

#### Cleveland Cavaliers (2016-2017)
Fue elegido en la quincuagésimo cuarta posición del Draft de la NBA de 2016 por Atlanta Hawks, pero fue traspasado a Cleveland Cavaliers. Debutó en la liga el 29 de octubre ante Orlando Magic, logrando dos puntos y un rebote.
En octubre de 2017 es traspasado junto con Richard Jefferson a los Atlanta Hawks a cambio de los derechos sobre Dimitrios Agravanis, Sergey Gladyr, dos futuras segundas rondas del draft y dinero. Un día antes del comienzo de la nueva temporada es despedido por los Hawks.

#### Chicago Bulls (2017)
El 16 de octubre firma con los Chicago Bulls.

#### Detroit Pistons (2018)
El 15 de enero de 2018, Felder firma un contrato dual con los Detroit Pistons, dividiendo así su tiempo entre los Pistons y su filial de la NBA G League, los Grand Rapids Drive.

#### Raptors 905 (2018)
El 21 de agosto de 2018 ficha con los Toronto Raptors, pero antes de iniciar la temporada regular, el 12 de octubre de 2018, es cortado por el equipo y asignado al equipo filial, los Raptors 905. 
El 3 de diciembre de 2018, Felder fue cortado por los Raptors 905 después de que fuera arrestado tras una denuncia por violencia doméstica.

#### China
En la temporada 2019-20 se marcha a China para jugar en las filas del Xinjiang Flying Tigers en el que promedia 18 puntos, 5 rebotes y 8 asistencias por encuentro.
El 10 de enero de 2021, cambia de equipo en China y firma por el Zhejiang Lions.
En octubre de 2021, se une a los Shanxi Loongs de la Chinese Basketball Association. Ese año fue nombrado MVP internacional de la CBA.

## Estadísticas de su carrera en la NBA

### Temporada regular
| Año     | Equipo    | PJ | PT | MPP | %TC  | %3P  | %TL  | RPP | APP | ROB | TPP | PPP |
| ------- | --------- | -- | -- | --- | ---- | ---- | ---- | --- | --- | --- | --- | --- |
| 2016-17 | Cleveland | 42 | 0  | 9.2 | .392 | .318 | .714 | 1.0 | 1.4 | .4  | .2  | 4.0 |
| 2017-18 | Chicago   | 14 | 0  | 9.6 | .303 | .222 | .971 | 1.0 | 1.4 | .2  | .1  | 3.9 |
| 2017-18 | Detroit   | 1  | 0  | 3.0 | .000 | .000 | .000 | 1.0 | 0.0 | .0  | .0  | 0.0 |
| Total   | Total     | 57 | 0  | 9.2 | .363 | .268 | .754 | 1.0 | 1.4 | .4  | .1  | 3.9 |